# 207E
207E Edgar – normalnotorowa ciężka towarowa lokomotywa elektryczna, będąca głęboką modernizacją radzieckiej lokomotywy spalinowej M62 (Oznaczenie PKP: ST44). 

## Historia
Pierwsze plany na budowę lokomotyw typu 207E powstały w 2015 roku, kiedy zarząd spółki Rail Polska podjął decyzję o zaprojektowaniu i wyprodukowaniu co najmniej dwudziestu sztuk lokomotyw elektrycznych na własne potrzeby przewozowe w celu zastąpienia wynajmowanych lokomotyw serii Škoda 59E i 183, ale również na potrzeby własne pod oferowanie na wynajem innym przewoźnikom towarowym. Podstawowym założeniem projektu było opracowanie lokomotywy elektrycznej o mocy 2800 kW przeznaczonej dla ruchu towarowego z wykorzystaniem ostoi lokomotyw M62.
Nie po raz pierwszy zajmowano się wówczas przebudową M62 na lokomotywę elektryczną. Już na przełomie lat 90. XX w. i dwutysięcznych Koreańskie Koleje Państwowe dokonały podobnej modernizacji paru swoich lokomotyw tego typu.
Lokomotywa 207E-001 została przebudowana z estońskiej lokomotywy będącą jednym z członów 2M62, po czym w 2017 roku została zaprezentowana na targach Trako. Podczas targów Trako przewoźnik zapowiedział, że planuje eksploatację 30 maszyn tego typu, z czego wówczas dziewiętnaście oczekiwało na bocznicy przewoźnika na modernizację, a jedna była już w trakcie budowy. 
W 2019 roku pojazd przeszedł próby obciążeniowe i wszedł do eksploatacji. 
W styczniu 2021 roku  Rail Polska zawarła umowę z Beacon Rail w sprawie wynajmu dwunastu lokomotyw w wyniku którego część 207E przeszła na własność Beacon Rail. Podano wówczas do informacji, że kolejne 207E nadal są w produkcji.

## Malowanie
Pierwsza wyprodukowana lokomotywa typu 207E posiada malowanie składające się bordowego malowania czoła kabin oraz dachu i częściowo pantografu oraz żółtego wzoru z boku pudła tworzącego wzór w środku którego znajduje się kolor szary z bordowym napisem przewoźnika i typu lokomotywy. W kolorze szarym również znajduje się ostoja lokomotywy.
Od egzemplarza drugiego zrezygnowano z używania szarego koloru, który na ostoi został zastąpiony kolorem czarnym, a na pudle przez bordowy. Zrezygnowano również z małego dolnego żółtego pasa. Logo przewoźnika i typu lokomotywy na pudle zmieniono na kolor żółty.

## Galeria

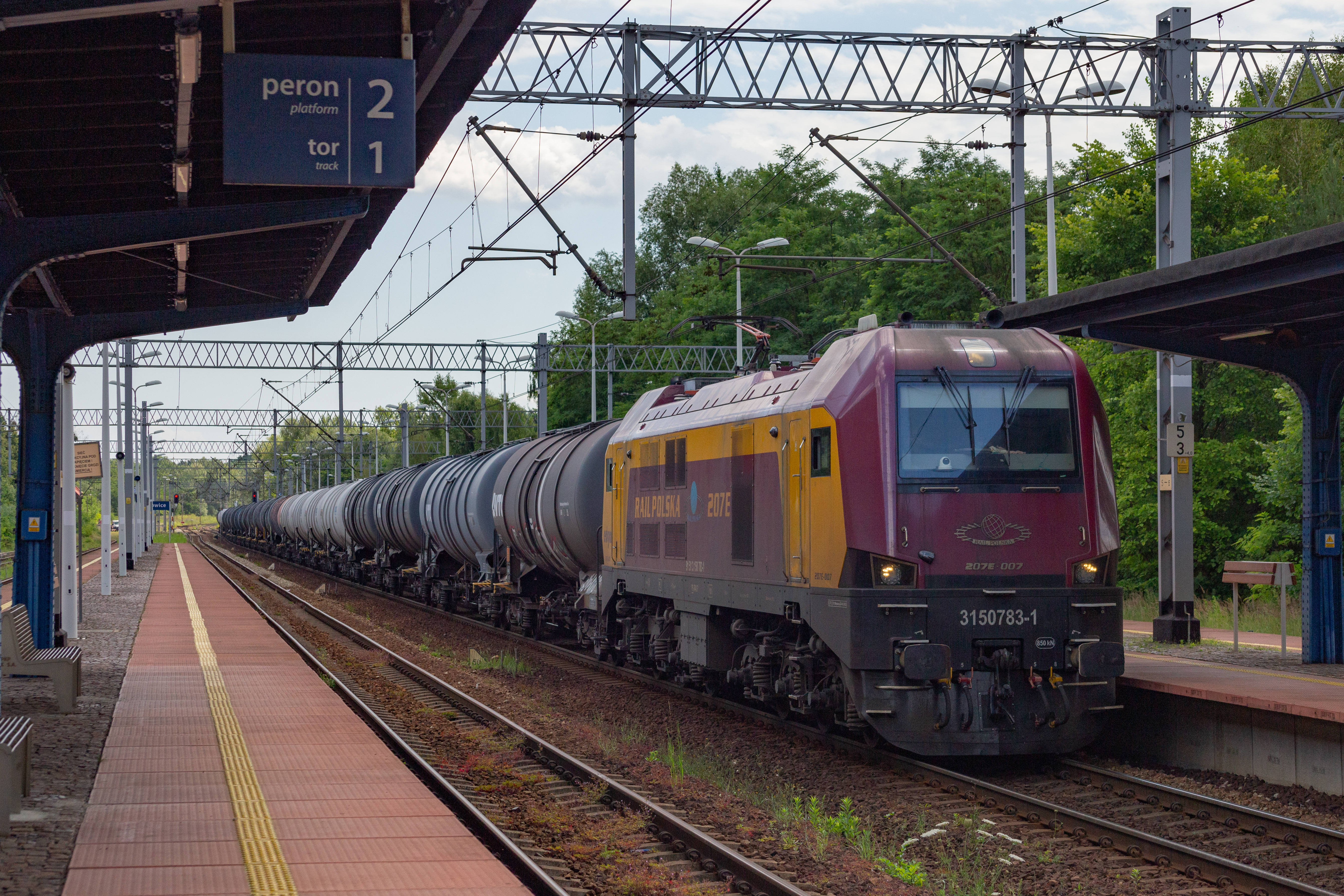
207E-007 z pociągiem towarowym, Pyskowice (2025)
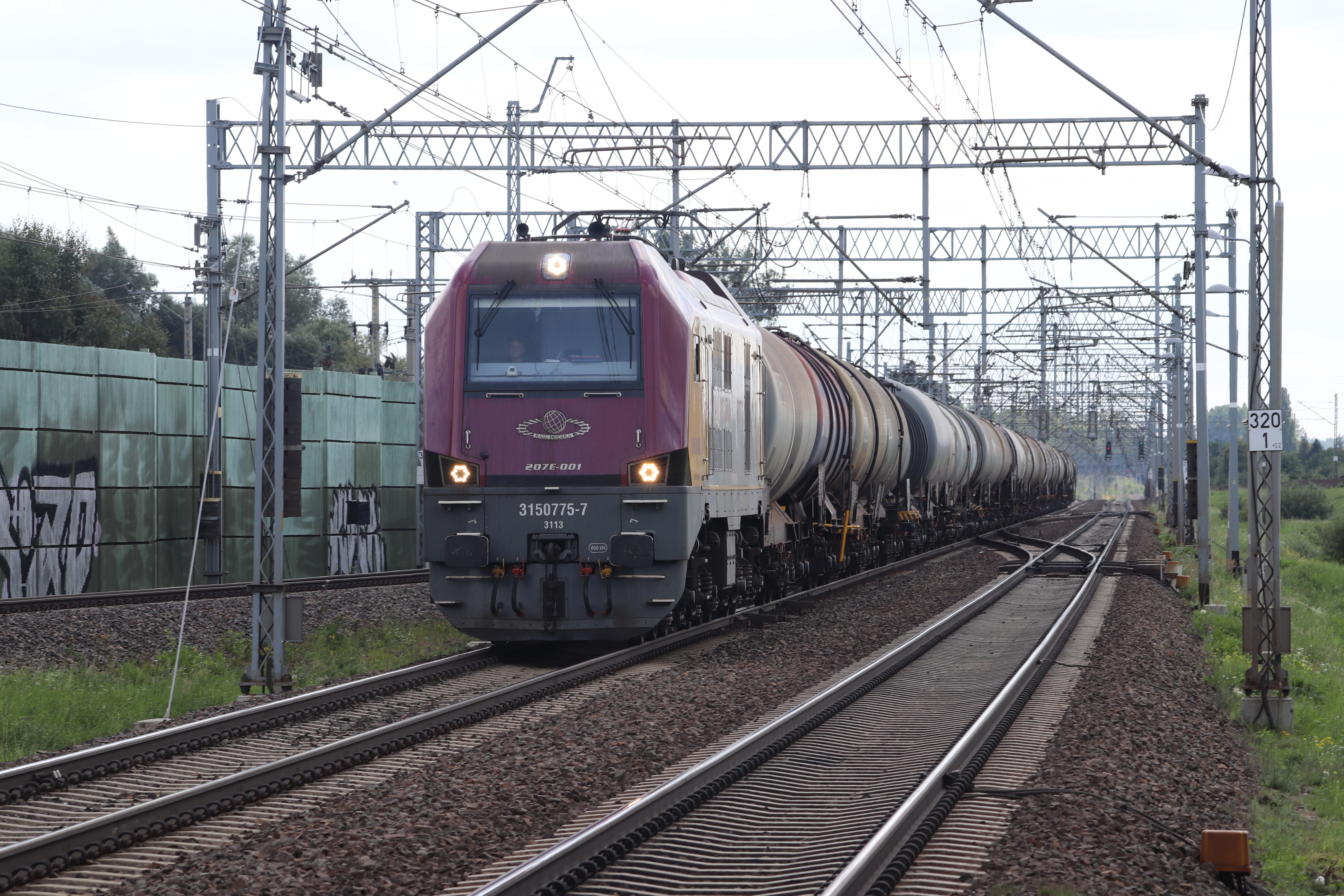
207E-001 z pociągiem towarowym, Gdańsk (2023)
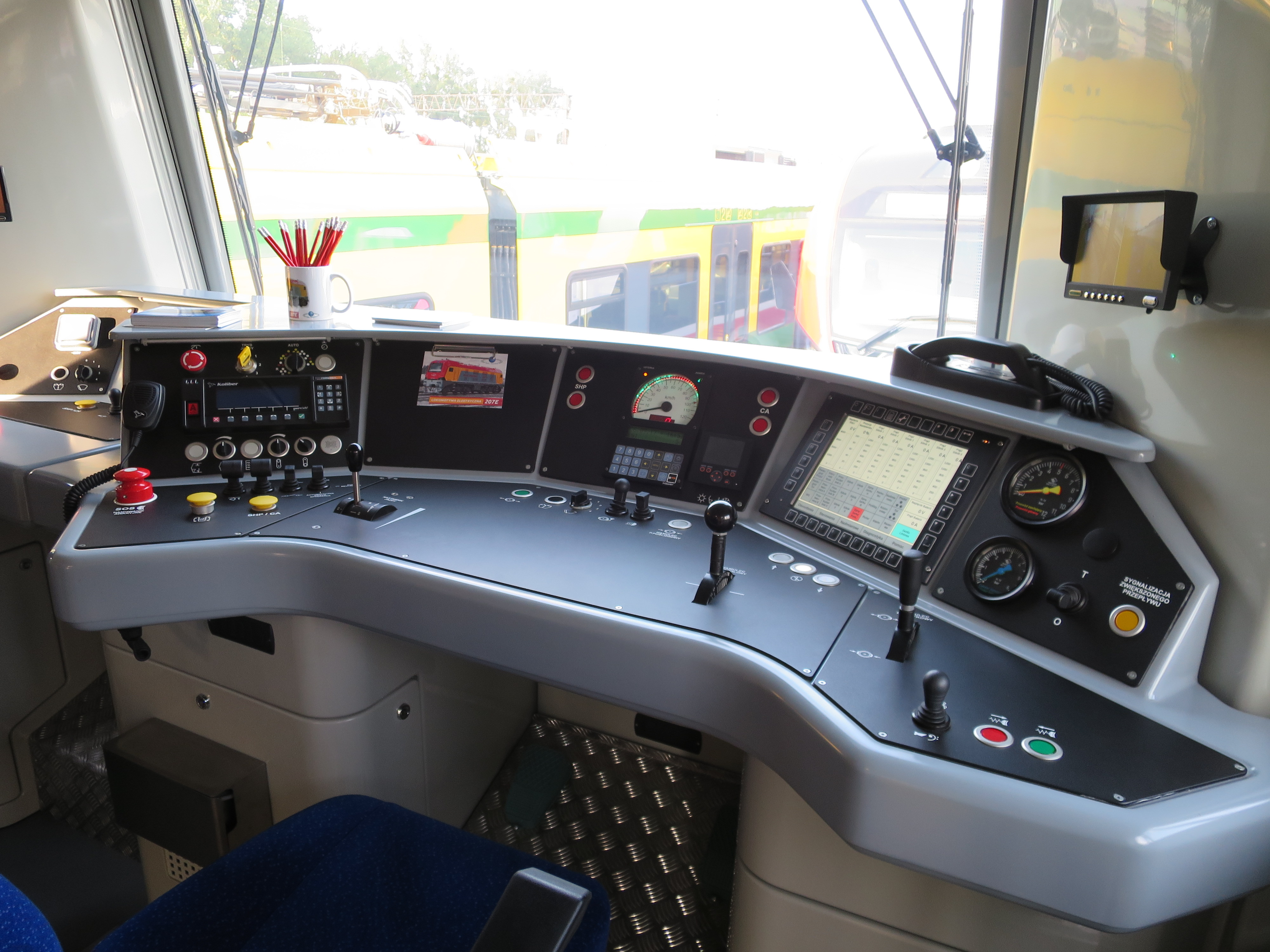
Kabina maszynisty
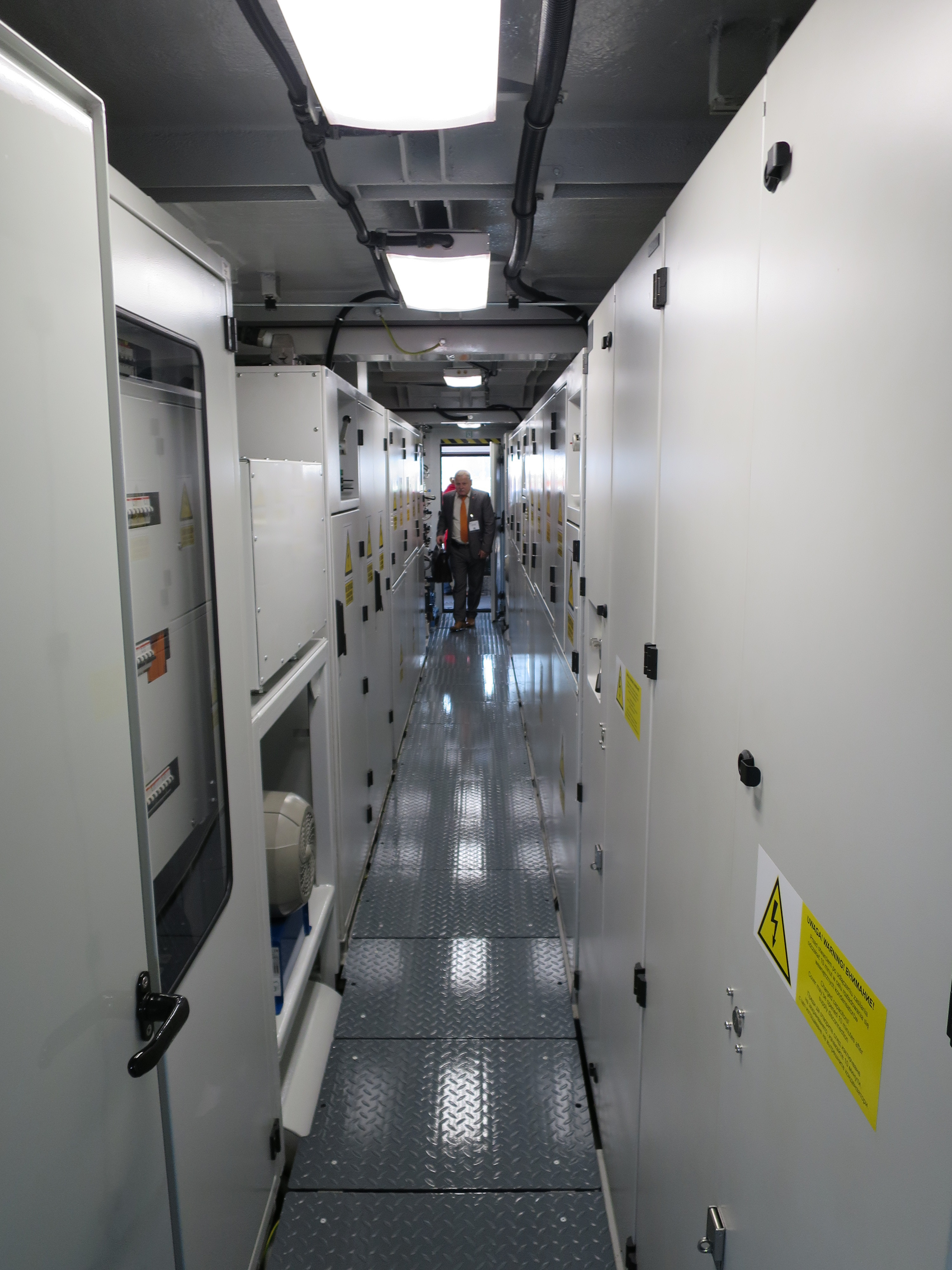
Przedział maszynowy